# Samsung SGH-Z400
Samsung SGH-Z400 – telefon komórkowy wprowadzony w 2006 przez firmę Samsung, działający w sieci GSM 900, 1800, 1900.
Jest ulepszoną wersją modelu D600, posiada więcej pamięci, ma nowocześniejszy design i wyświetlacz. Oprócz tego w telefonie znajduje się dyktafon, kamera, 2 aparaty, i odtwarzacz MP3. Ma także możliwość wideo rozmów. Z400 jest telefonem typu slider, gdzie klawisze rozpoczęcia rozmowy, zakończenia rozmowy, menu i przyciski strzałek są na górnej części telefonu. Dolna część, czyli wysuwająca się klapka, mieści klawiaturę numeryczną.
Użytkownicy uważają telefon za niedoceniany z powodu szerokich możliwości otwierania plików pakietu biurowego MS Office, oraz dokumentów w formacie PDF. W czasach gdy wszedł na rynek była to rzadko spotykana funkcja.

## Parametry i funkcje
- Dzwonki MP3/Polifoniczne
- 2 Aparaty 2.0/0.3 Mpix
- Wbudowana pamięć 32 MB
- Miejsce na kartę pamięci (MicroSD) – obsługiwana maksymalna pojemność karty do 1 GB (do 2 GB dla telefonu z firmwarem operatora komórkowego Play)[a]
- wiadomości SMS/EMS/MMS
- Bluetooth 1.2
- Głośniki
- Kalkulator
- Przelicznik
- Dyktafon
- Kalendarz (Plan (max. 100) + Rocznica (max. 50) + Zadanie (max. 20) + Notatka (max. 20))
- Gry Java
- Budzik (Budzik + Alarm 1 + Alarm 2)
- Animowane tło (lub pokaz slajdów 9 wybranych zdjęć, 8 efektownych przejść między slajdami, 3 opcje długości wyświetlania jednego slajdu)
- Profile (Normalny, Spotkanie, Samochód, Milczy, Na zewnątrz, Offline)